# Project CARS 2
Project CARS 2 est un jeu vidéo de course développé par Slightly Mad Studios et édité par Bandai Namco Entertainment, sorti le 22 septembre 2017  sur Windows, PlayStation 4 et Xbox One. Le jeu est annoncé en 2016. 

## Système de jeu

### Mode de jeux

#### Mode Carrière
Ce mode permet au joueur de jouer des championnats et des événements solo.
Dans le mode carrière, on débute en conduisant des voitures de faible puissance (Ginetta G40 Junior, Karting, etc.) et l'on doit gagner des championnats afin de débloquer des championnats plus difficiles où l'on utilise des voitures plus puissantes (LMP1, Formule 1, etc). En gagnant des compétitions avec des marques particulières, celles-ci vous donneront plus de valeur et vous inviteront à des courses spéciales.

#### Mode Course Rapide
Ce mode permet de créer des courses à volonté en choisissant toutes les options (pluie / beau temps, voitures, circuit, nombre de tours) ou de tester des circuits afin de s'améliorer pour les courses en ligne ou Carrière, ainsi que de faire des chronos.

#### Mode en Ligne
Permet de jouer en ligne avec des joueurs du monde entier, et de participer à des compétitions, ou de regarder et commenter des courses.

## Annonce
Le jeu est annoncé en 2016.
La chaîne YouTube officielle de Project cars diffuse différentes vidéos présentant les différents voitures et circuits.
Le jeu a pu être testé lors de compétitions (24 Heures du Mans, 24 Heures de Spa, etc.), où un stand Project cars 2 était installé.

## Ventes
Le 14 novembre 2017, Slightly Mad Studios annonce avoir vendu 112 000 exemplaires de Project CARS 2.